# Канале-д'Агордо
Канале-д'Агордо, Канале-д'Аґордо (італ. Canale d'Agordo, вен. Canal d'Agort) — муніципалітет в Італії, у регіоні Венето, провінція Беллуно.
Канале-д'Агордо розташоване на відстані близько 500 км на північ від Рима, 110 км на північ від Венеції, 33 км на північний захід від Беллуно.
Населення — 1147 осіб (2014).

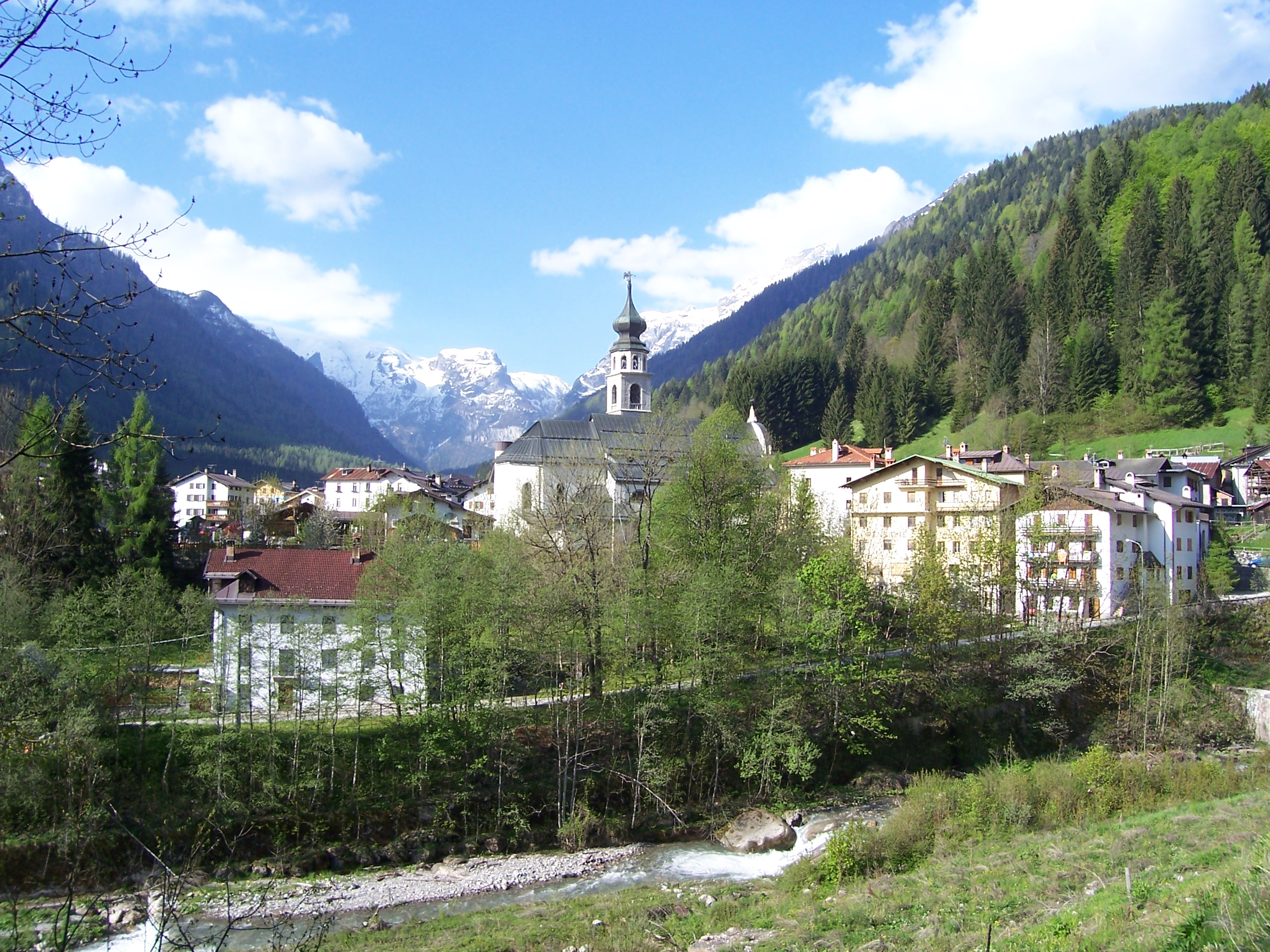

Щорічний фестиваль відбувається 24 червня. Покровитель — святий Іван Хреститель.

## Демографія
Населення за роками:

Станом на 1 січня 2023 року в муніципалітеті офіційно проживали 24 іноземці з 7 країн, серед них 6 громадян країн Євросоюзу та 13 громадян України.

## Сусідні муніципалітети
- Ченченіге-Агордіно
- Фалькаде
- Рокка-П'єторе
- Примієро-Сан-Мартіно-ді-Кастроцца
- Таїбон-Агордіно
- Валлада-Агордіна